# Неретин, Илья Игоревич
Илья́ И́горевич Нере́тин (род. 1964) — российский продюсер, актёр. Член Академии Российского телевидения и Международной телевизионной академии «Эмми», генеральный продюсер компании «Рекун-синема».

## Биография
Родился 10 ноября 1964 года. Окончил Московский Архитектурный Институт и Московский Педагогический Университет, лингвистический факультет. Сотрудничал с телеканалами ICTV (Украина) и «Россия» в качестве продюсера по кинопроизводству.
Работу в кино начал в 1991 году с картины С. Ф. Бондарчука «Тихий Дон» (СССР /Россия / Италия), много работал в итальянском кино («Чингиз Хан», реж. Кен Аннекен, «Миссия», реж. Альберто Негрин, «Нос» реж. Лина Вертмюллер, «Дочь Тайги» и др.). Создатель торговой марки «Рекун». 
C 1996 года — генеральный продюсер компаний «Рекун-фильм», «Рекун-кино», «Рекун-ТВ», «Рекун-синема», «Кинокомпания „Рекун“».

## Личная жизнь
Есть двое сыновей: Тимофей
(род. 12 марта 2003) и Антон (род. 6 сентября 1997). Мать Тимофея — актриса Елена Ксенофонтова.

## Фильмография
- 2012 — «Матч», реж. Андрей Малюков
- 2011 — «Белая ворона», реж. Сергей Быстрицкий
- 2010 — «Кандагар», реж. А. Кавун
- 2010 — «Тихий омут», реж. Е. Анашкин
- 2010 — «Сивый мерин», реж. М. Туманишвили
- 2010 — «От сердца к сердцу», реж. М. Вайнберг
- 2010 — «Сильная слабая женщина», реж. М. Туманишвили
- 2010 — «Ищу тебя», реж. М. Вайнберг
- 2009 — «Иван-да-Марья», реж. Р. Кубаев
- 2009 — «Пикап: съем без правил», реж. Ф. Герчиков
- 2009 — «Дорога ведущая к счастью», реж. М. Туманишвили
- 2009 — «Любовь как мотив», реж. Д. Константинов
- 2009 — «Ваша честь — 2», реж. А. Силкин
- 2009 — «Жизнь взаймы», реж. Е. Анашкин
- 2009 — «Каменская-5», реж. А. Сиверс
- 2008 — «Отцы и дети», реж. А. Смирнова
- 2008 — «Стиляги» мюзикл, реж. В. Тодоровский
- 2008 — «Сумасшедшая любовь», реж. А. Званцова
- 2008 — «Свадьба», реж. А. Званцова
- 2008 — «Реальный папа», реж. С.Бобров
- 2007 — «Тиски», реж. В. Тодоровский
- 2007 — «Шутка», реж. Е. Анашкин
- 2006 — «Стикс», реж. Д. Константинов
- 2006 — «Комната с видом на огни», реж. М. Туманишвили
- 2006 — «Девять дней до весны», реж. С. Артимович
- 2006 — «Вакцина», реж. А. Званцова
- 2006 — «Я — сыщик», реж. Р. Кубаев
- 2006 — «Ваша честь», реж. А. Кавун
- 2006 — «Последний забой», реж. С. Бобров
- 2006 — «Обратный отсчет», реж. В. Шмелев
- 2006 — «Охота на пиранью», реж. А.Кавун
- 2005 — «Граф Монтенегро», реж. М.Мигунова
- 2005 — «Бухта Филиппа», реж. А.Цабадзе
- 2005 — «Частный детектив», реж. Р. Кубаева
- 2005 — «Мужчины не плачут — 2», реж. С.Бобров
- 2005 — «Призвание», реж. В.Сергеев
- 2005 — «Каменская 4», режиссёр А.Аравин
- 2004 — «Мой сводный брат Франкенштейн», реж. В.Тодоровский
- 2004 — «Курсанты», реж. А.Кавун
- 2004 — «Красная капелла», реж. А.Аравин
- 2004 — «Мужчины не плачут», реж. С.Бобров
- 2004 — «Женщины в игре без правил», реж. Ю.Мороз
- 2003 — «Прощальное эхо», реж. И.Черницкий
- 2003 — «Команда», реж. А.Кавун, Д.Червяков
- 2003 — «Темная лошадка», реж. С.Газаров
- 2003 — «Тартарен из Тараскона», реж. Д.Астрахан
- 2003 — «Небо и земля», реж. В.Сергеев
- 2003 — «Лучший город земли», реж. А.Аравин
- 2003 — «Вокзал», реж. А.Кавун
- 2003 — «Каменская 3», режиссёр Ю.Мороз
- 2002 — «Каменская 2», режиссёр Ю.Мороз
- 2002 — «Тайга. Курс выживания», режиссёр А.Аравин
- 2002 — «Любовник», реж. В.Тодоровский
- 2002 — «Леди на день», реж. Д.Астрахан
- 2002 — «Закон», реж. А.Велединский
- 2002 — «Любовник», реж. В.Тодоровский
- 2001 — «Семейные тайны», реж. Е.Цыплакова
- 2000 — «Каменская 1», режиссёр Ю.Мороз
- 1999 — «Поклонник», реж. Н.Лебедев
- 1998 — «Страна глухих», реж. В.Тодоровский